# Зупинка команчів
Зупинка команчів — американський вестерн 1960 року, знятий на кіноплівку CinemaScope режисером Баддом Беттічером з Рендольфом Скоттом у головній ролі. Фільм став останнім з циклу «Занедбані» Беттічера кінця 1950-х років. Знімання фільму проходили в районі Східних Сьєрр в Центральній Каліфорнії поблизу міста Лоун Пайн, штат Каліфорнія, неподалік від підніжжя гори Уїтні. Високі гранітні валуни, відомі як Алабамські пагорби, слугували фоном для початкової і кінцевої сцен фільму.

## Сюжет
Ненсі Лоу викрало плем'я індіанців Команчі. Джефферсон Коуді, ковбой-одинак, звільняє жінку і везе назад до чоловіка. Але на зворотному шляху вони зустрічають трьох бандитів, які хочуть повернути Ненсі за винагороду. Тепер Джефферсону доведеться захищати жінку не тільки від Команч, які переслідують його, а й від кровожерливих злочинців.